# Wilmer Valderrama
Wilmer Eduardo Valderrama (ur. 30 stycznia 1980 w Miami) – amerykański aktor pochodzenia wenezuelsko-kolumbijskiego. Odtwórca roli Feza w serialu Różowe lata siedemdziesiąte. Jest także gospodarzem programu Yo Momma nadawanego w MTV.
W latach 2010–2016 był w związku z piosenkarką i aktorką, Demi Lovato.

## Filmografia

### Filmy fabularne
- 2001: Letnia przygoda jako Mickey Dominguez
- 2004: Clifford: Wielka przygoda jako Rodrigo (głos)
- 2004: Salon piękności jako Corky
- 2006: Zoom: Akademia superbohaterów jako Marksman
- 2011: Larry Crowne. Uśmiech losu jako Dell Gordo

### Seriale TV
- 1998: Four Corners jako Antonio
- 1998–2005: Różowe lata siedemdziesiąte jako Fez
- 2002: Uziemieni jako Eugenio
- 2002: MADtv jako Punch
- 2004: Opowieści z Kręciołkowa jako bohaterski pilot helikoptera (głos)
- 2005: Robot Chicken jako Fez (głos)
- 2006: Rodzina Soprano w roli samego siebie
- 2006–2012: Złota Rączka jako Manny (głos)
- 2010: Dom nie do poznania w roli samego siebie
- 2010: Czarodzieje z Waverly Place jako wujek Ernesto
- 2011: The Cleveland Show jako Diego (głos)
- 2011–2012: Bananowy doktor jako Eric Kassabian
- 2012: Awake jako detektyw Efrem Vega
- 2012: Jesteś tam, Chelsea? jako Tommy
- 2012: Męska robota jako Eri Ricaldo
- 2012–2013: Dorastająca nadzieja jako Ricardo Montes
- 2012–2013: Podmiejski czyściec jako Yoni
- 2013: RuPaul’s Drag Race w roli samego siebie
- 2014-2016: Od zmierzchu do świtu jako don Carlos Madrigal
- 2015: Raport mniejszości jako Will Blake
- 2016: Chirurdzy jako Kyle Diaz
- 2016–: Agenci NCIS jako agent specjalny Nicholas „Nick” Torres
- 2016–2017: The Ranch jako Umberto
- 2017: NCIS: New Orleans jako agent specjalny Nicholas „Nick” Torres